# Непальский воронок
Непа́льский вороно́к (лат. Delichon nipalense) — мелкая птица семейства ласточковых.

## Описание
Непальский воронок очень похож на городскую ласточку. Также как она у неё чёрно-синяя верхняя сторона тела, нижняя сторона тела и гузка белые. Самый важный внешний отличительный признак — это сине-чёрное горло, то есть сине-чёрное оперение головы простирается у непальского воронка на большую часть головы. Следующий отличительный признак — это отчетливый прямой конец хвоста.

## Распространение
Область распространения непальского воронка простирается в Гималаях через Непал, северо-восток Индии, Бангладеш вплоть до запада и севера Бирмы и Бакбо. В этой области распространения она гнездится на высоте от 1 000 до 4 000 м.

## Питание
Птицы питаются насекомыми, которых добывают в полёте.

## Размножение
Период гнездования варьирует в зависимости от соответствующей области распространения и высокого местоположения. В Непале первые непальские воронки начинают гнездиться уже в марте; последние гнездовые пары приступают к кладке в июне. В Бирме напротив период гнездования сжимается на более короткий срок. Здесь пары непальских воронков гнездятся с апреля по май. Оба пола участвуют в строительстве гнезда, высиживании кладки и выкармливании птенцов.
Своё гнездо птицы строят на вертикально спадающих утёсах, свободных от растительности, чтобы кучки глины и земли, из которых непальский воронок сооружает своё полукруглое гнездо, прилипли к скале. В отличие от городской ласточки непальские воронки — это оседлые птицы. Вне сезона гнездования птицы в поисках корма спускаются на высоту вплоть до 350 м над уровнем моря.